# Okręgowe ligi polskie w piłce nożnej (1934)

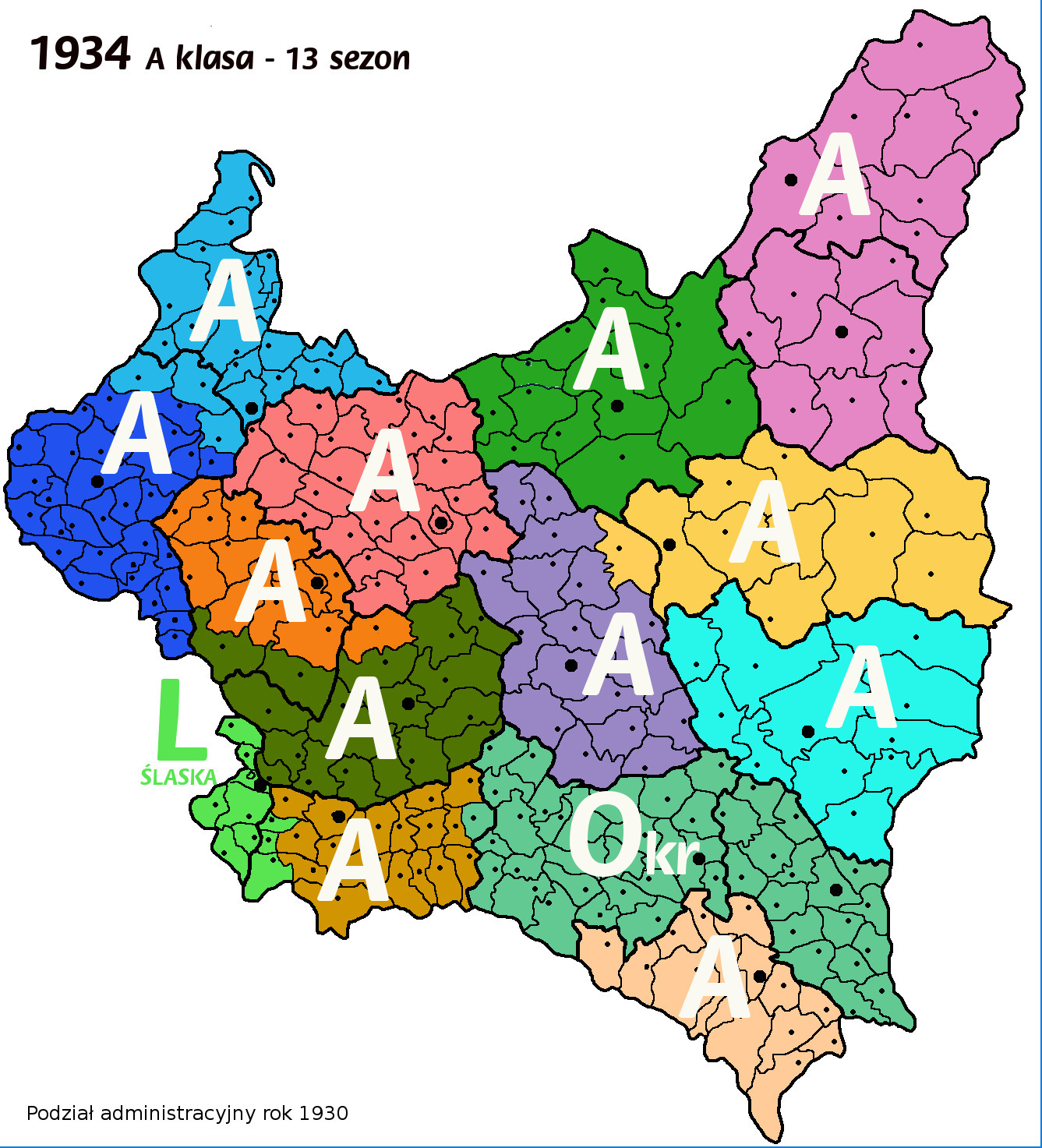
1934 rok A klasa

Okręgowe rozgrywki w piłce nożnej w sezonie 1931 odbywały się w 14 okręgach, a ich najwyższym poziomem była klasa A lub liga okręgowa. Mistrzowie okręgów spotykali się w eliminacjach walcząc o awans do Ligi.
| Poziomy rozgrywkowe w sezonie 1934 | Poziomy rozgrywkowe w sezonie 1934 | Poziomy rozgrywkowe w sezonie 1934 | Poziomy rozgrywkowe w sezonie 1934   |
| Rozgrywki                          | P                                  | Nazwa                              | Nazwa                                |
| ---------------------------------- | ---------------------------------- | ---------------------------------- | ------------------------------------ |
| Centralne                          | I                                  | Liga                               | Liga                                 |
| Okręgowe (14 okręgów)              | II                                 | A Klasa (12 okręgów)               | Liga okręgowa Liga Śląska (2 okręgi) |
| Okręgowe (14 okręgów)              | III                                | B klasa                            | A klasa                              |
| Okręgowe (14 okręgów)              | IV                                 | C klasa                            | B klasa                              |
| Okręgowe (14 okręgów)              | V                                  |                                    | C klasa                              |

## Rozgrywki okręgowe

### Mistrzostwa klasy A Białostockiego OZPN
- mistrz: WKS Grodno

GRUPA I
| Poz. | Drużyna               | M | Z | R | P | Bramki | Punkty |
| ---- | --------------------- | - | - | - | - | ------ | ------ |
| 1    | ŁKS Łomża             | 6 | 5 | 1 | 0 | 20-6   | 11     |
| 2    | Jagiellonia Białystok | 6 | 3 | 1 | 2 | 24-12  | 7      |
| 3    | ŻKS Białystok         | 6 | 3 | 0 | 3 | 16-21  | 6      |
| 4    | Hapoel Białystok      | 6 | 0 | 0 | 6 | 2-23   | 0      |

GRUPA II
| Poz. | Drużyna        | M | Z | R | P | Bramki | Punkty |
| ---- | -------------- | - | - | - | - | ------ | ------ |
| 1    | WKS Grodno     | 6 | 5 | 0 | 1 | 23-5   | 10     |
| 2    | Makabi Grodno  | 6 | 4 | 1 | 1 | 18-8   | 9      |
| 3    | Kraft Grodno   | 6 | 2 | 0 | 4 | 7-24   | 4      |
| 4    | Makabi Suwałki | 6 | 0 | 1 | 5 | 3-14   | 1      |

FINAŁ
| Lp. | Mecz                  | Wynik |
| --- | --------------------- | ----- |
| 1   | WKS Grodno: ŁKS Łomża | 5:0   |
| 2   | ŁKS Łomża: WKS Grodno | 2:3   |

OSTATECZNA KLASYFIKACJA
| Lp. | Drużyna                              |
| --- | ------------------------------------ |
| 1   | WKS 76 PP Grodno                     |
| 2   | ŁKS Łomża                            |
| 3-4 | Makabi Grodno, Jagiellonia Białystok |
| 5-6 | Kraft Grodno, ŻKS Białystok          |
| 7-8 | Makabi Suwałki, Hapoel Białystok     |

- Przed sezonem zmiana nazwy 76 PP Grodno na WKS Grodno (połączone z Cresovią).
- W związku z powiększeniem klasy A do 10 zespołów nikt nie został zdegradowany.
- Awans z klasy B uzyskały drużyny Warmia Grajewo, Makabi Białystok. Zespół Makabi Białystok przed następnym sezonem połączył się z ŻKS tworząc klub o nazwie ŻKS Makabi Białystok.

### Mistrzostwa klasy A Kieleckiego OZPN
- mistrz: Śląsk Świętochłowice

### Mistrzostwa klasy A Krakowskiego OZPN
- mistrz: Grzegórzecki Kraków

### Mistrzostwa klasy A Lubelskiego OZPN
- mistrz: WKS 7 PP LEG Chełm

| Poz. | Drużyna                       | M  | Z    | R    | P    | Bramki | Punkty |
| ---- | ----------------------------- | -- | ---- | ---- | ---- | ------ | ------ |
| 1    | WKS 7 PP LEG Chełm            | 10 | b.d. | b.d. | b.d. | b.d.   | 17     |
| 2    | WKS Unia Lublin               | 10 | b.d. | b.d. | b.d. | b.d.   | 16     |
| 3    | WKS 22 PP Strzelec Siedlce II | 10 | b.d. | b.d. | b.d. | b.d.   | 13     |
| 4    | Hapoel Lublin (b)             | 10 | b.d. | b.d. | b.d. | b.d.   | 7      |
| 5    | WKS Dęblin                    | 10 | b.d. | b.d. | b.d. | b.d.   | 6      |
| 6    | AZS Lublin                    | 10 | b.d. | b.d. | b.d. | b.d.   | 4      |

- W następnym sezonie zamiast AZS-u Lublin wystąpi drużyna Plage Laśkiewicz/LWS Lublin.
- Nikt nie spadł do klasy B, awansował Wieniawa Lublin.

### Mistrzostwa ligi okręgowej Lwowskiego OZPN
- mistrz: Czarni Lwów

| Poz. | Drużyna          | M  | Z    | R    | P    | Bramki | Punkty |
| ---- | ---------------- | -- | ---- | ---- | ---- | ------ | ------ |
| 1    | Czarni Lwów (s)  | 18 | b.d. | b.d. | b.d. | 54-14  | 28     |
| 2    | Resovia Rzeszów  | 18 | b.d. | b.d. | b.d. | 37-25  | 22     |
| 3    | Polonia Przemyśl | 18 | b.d. | b.d. | b.d. | 42-34  | 22     |
| 4    | Lechia Lwów      | 18 | b.d. | b.d. | b.d. | 38-38  | 21     |
| 5    | Pogoń 1b Lwów    | 18 | b.d. | b.d. | b.d. | 35-34  | 19     |
| 6    | Ukraina Lwów     | 18 | b.d. | b.d. | b.d. | 34-34  | 18     |
| 7    | Hasmonea Lwów    | 18 | b.d. | b.d. | b.d. | 29-34  | 17     |
| 8    | Drugi Sokół Lwów | 18 | b.d. | b.d. | b.d. | 19-31  | 14     |
| 9    | Ognisko Jarosław | 18 | b.d. | b.d. | b.d. | 36-51  | 13     |
| 10   | Świteź Lwów      | 18 | b.d. | b.d. | b.d. | 20-49  | 6      |

- Rewera Stanisławów przed sezonem przeniosła się do nowo utworzonego Stanisławowskiego OZPN, jej miejsce w lidze okręgowej zajął spadkowicz z Ligi zespół Czarnych Lwów.
- Do klasy A spadł Świteź Lwów, awansowały Pogoń Stryj, Czuwaj Przemyśl.

### Mistrzostwa klasy A Łódzkiego OZPN
- mistrz: ŁTSG Łódź

### Mistrzostwa klasy A Poleskiego OZPN
- mistrz: WKS Brześć

### Mistrzostwa klasy A Pomorskiego OZPN
- mistrz: Gryf Toruń

| Poz. | Drużyna             | M  | Z    | R    | P    | Bramki | Punkty |
| ---- | ------------------- | -- | ---- | ---- | ---- | ------ | ------ |
| 1    | Gryf Toruń          | 12 | b.d. | b.d. | b.d. | b.d.   | 21     |
| 2    | Sokół I Bydgoszcz   | 12 | b.d. | b.d. | b.d. | b.d.   | 18     |
| 3    | PePeGe Grudziądz    | 12 | b.d. | b.d. | b.d. | b.d.   | b.d.   |
| 4    | Polonia Bydgoszcz   | 12 | b.d. | b.d. | b.d. | b.d.   | 16     |
| 5    | TKS Toruń (b)       | 12 | b.d. | b.d. | b.d. | b.d.   | b.d.   |
| 6    | Goplania Inowrocław | 12 | b.d. | b.d. | b.d. | b.d.   | b.d.   |
| 7    | Olimpia Grudziądz   | 12 | b.d. | b.d. | b.d. | b.d.   | b.d.   |

- Spadek Olimpia Grudziądz, z klasy B awansowała Unia Tczew.

### Mistrzostwa klasy A Poznańskiego OZPN
- mistrz: Legia Poznań
- wicemistrz HCP Poznań
- III miejsce Sparta Poznań

### Mistrzostwa klasy A Stanisławowskiego OZPN
- mistrz: Rewera Stanisławów

### Mistrzostwa klasy A Śląskiego OZPN
- mistrz: Unia Sosnowiec

### Mistrzostwa klasy A Warszawskiego OZPN
- mistrz: Gwiazda Warszawa

### Mistrzostwa klasy A Wileńskiego OZPN
- mistrz: Śmigły Wilno

### Mistrzostwa klasy A Wołyńskiego OZPN
- mistrz: PKS Łuck

## Eliminacje o I ligę
O wejście do Ligi walczyło 14 drużyn, podzielonych na 4 grupy. Do finału wchodziły tylko mistrzowie grup.

### Tabela grupy I
|   | Klub             | M | Pkt | Z | R | P | Br+ | Br− | Uwagi |
| 1 | Legia Poznań     | 5 | 10  | 5 | 0 | 0 | 22  | 4   |       |
| 2 | ŁTSG Łódź        | 6 | 8   | 4 | 0 | 2 | 20  | 5   |       |
| 3 | Gryf Toruń       | 5 | 4   | 2 | 0 | 3 | 9   | 15  |       |
| 4 | Gwiazda Warszawa | 6 | 0   | 0 | 0 | 6 | 3   | 30  |       |

Legenda:
|  | Awans do półfinału |

### Wyniki
```
Legia Poznań                   xxx 1-0 7-0 7-2
ŁTSG Łódź                      2-3 xxx 4-1 7-0
Gryf Toruń                      ?  0-3 xxx 7-1
Gwiazda Warszawa               0-4 0-4 0-1 xxx
```

```
* ŁTSG - Legia 0-1 według FUJI, 2-3 według Radoń.
* Legia - ŁTSG 3-2 według FUJI, 1-0 według Radoń.
```

### Tabela grupy II
|   | Klub                 | M | Pkt | Z | R | P | Br+ | Br− | Uwagi |
| 1 | Śląsk Świętochłowice | 4 | 7   | 3 | 1 | 0 | 14  | 6   |       |
| 2 | Unia Sosnowiec       | 4 | 4   | 1 | 2 | 1 | 15  | 8   |       |
| 3 | Grzegórzecki Kraków  | 4 | 1   | 0 | 1 | 3 | 6   | 21  |       |

Legenda:
|  | Awans do półfinału |

### Wyniki
```
Śląsk Świętochłowice           xxx 4-0 5-2
Unia Sosnowiec                 2-2 xxx 12-1
Grzegórzecki Kraków            2-3 1-1 xxx
```

### Tabela grupy III
|   | Klub               | M | Pkt | Z | R | P | Br+ | Br− | Uwagi |
| 1 | Rewera Stanisławów | 6 | 9   | 4 | 1 | 1 | 12  | 7   |       |
| 2 | Czarni Lwów        | 6 | 8   | 4 | 0 | 2 | 15  | 5   |       |
| 3 | PKS Łuck           | 6 | 4   | 1 | 2 | 3 | 9   | 13  |       |
| 4 | WKS 7 ppLeg Chełm  | 6 | 3   | 1 | 1 | 4 | 7   | 18  |       |

Legenda:
|  | Awans do półfinału |

### Wyniki
```
Rewera Stanisławów             xxx 2-1 2-2 2-0
Czarni Lwów                    3-0 xxx 3-0 4-0
PKS Łuck                       0-1 3-1 xxx 4-4
7 p.p. leg. Chełm              1-5 0-3 2-0 xxx
```

### Tabela grupy IV
|   | Klub         | M | Pkt | Z | R | P | Br+ | Br− | Uwagi |
| 1 | Śmigły Wilno | 4 | 8   | 4 | 0 | 0 | 27  | 1   |       |
| 2 | WKS Grodno   | 4 | 3   | 1 | 1 | 2 | 3   | 19  |       |
| 3 | WKS Brześć   | 4 | 1   | 0 | 1 | 3 | 2   | 12  |       |

Legenda:
|  | Awans do półfinału |

### Wyniki
```
Śmigły Wilno                   xxx 12-0 3-1
WKS Grodno                     0-6 xxx 1-1
WKS Brześć                     0-6 0-2 xxx
```

```
W tej grupie wyniki według FUJI. Od Radoń niekompletne dane.
```

## Półfinały

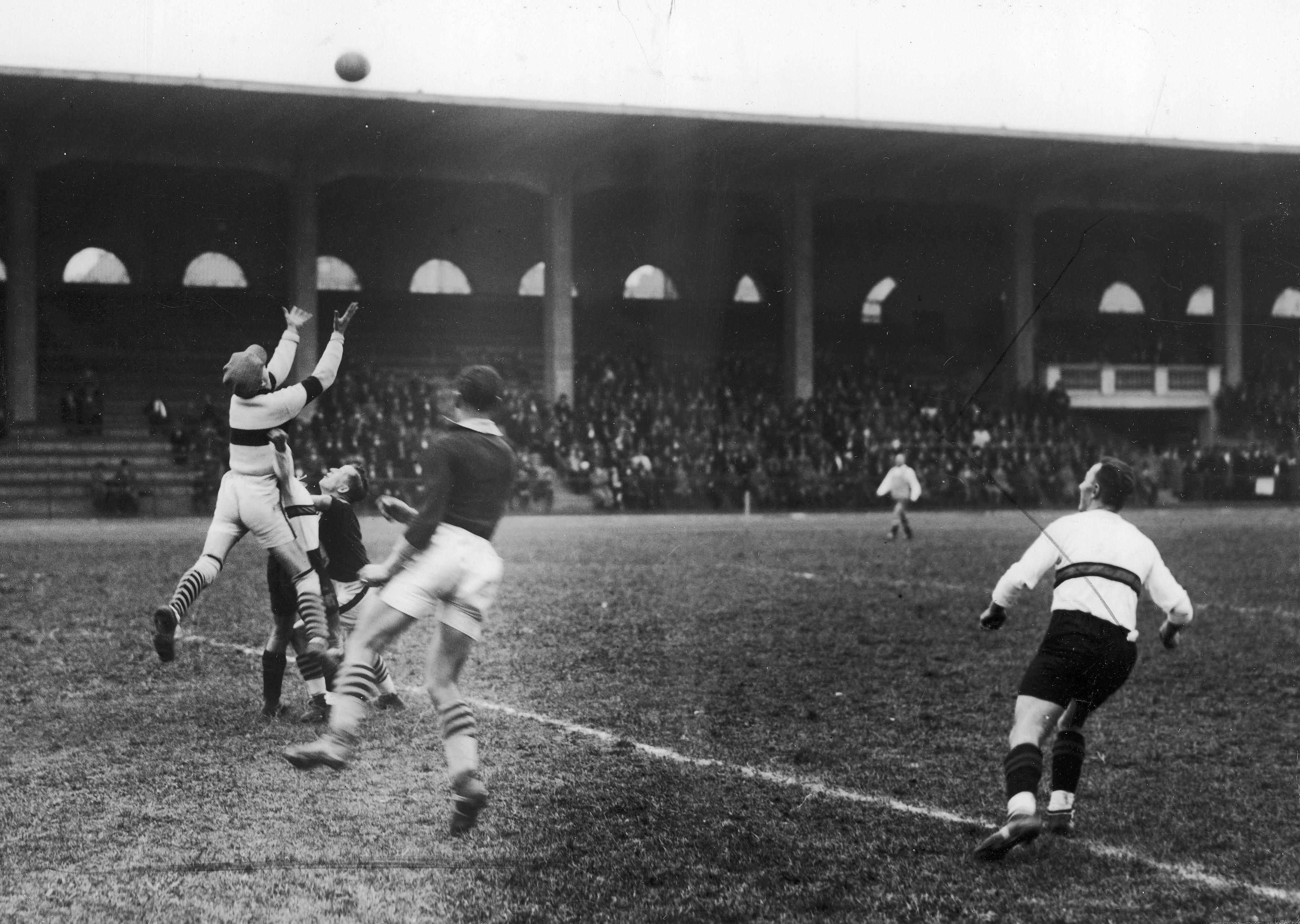
Mecz Legia Poznań – Śmigły Wilno (3:2).

Śmigły Wilno – Legia Poznań 2-0, 2-3

Śląsk Świętochłowice – Rewera Stanisławów 5-0, 0-1

## Finał
Do grupy finałowej jako trzeci klub dołączył Naprzód Lipiny na podstawie decyzji Zarządu Ligi (dokooptowany jako rekompensatę za pokrzywdzenie w rozgrywkach w 1933 r.).

### Tabela grupy finałowej
|   | Klub                 | M | Pkt | Z | R | P | Br+ | Br− | Uwagi |
| 1 | Śląsk Świętochłowice | 4 | 7   | 3 | 1 | 0 | 9   | 2   |       |
| 2 | Naprzód Lipiny       | 4 | 3   | 1 | 1 | 2 | 7   | 6   |       |
| 3 | Śmigły Wilno         | 4 | 2   | 1 | 0 | 3 | 5   | 13  |       |

Legenda:
|  | Prawo do gry w I lidze w 1935. |

### Wyniki
```
Śląsk Świętochłowice           xxx 0-0 5-1
Naprzód Lipiny                 1-2 xxx 4-1
Śmigły Wilno                   0-2 3-2 xxx
```